# Germán Alemanno
Germán Ariel Alemanno (Rosário, 27 de setembro de 1983) é um futebolista argentino que atua como atacante. Atualmente está no Universidad San Martín do Peru.